# Kunming

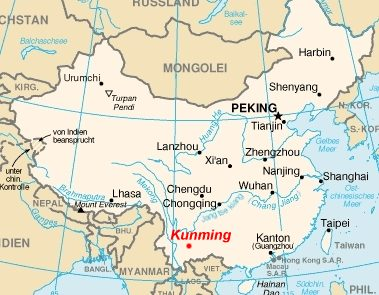
Kunming

Kunming  (chin. 昆明, Kūnmíng) este capitala provinciei Yunnan din China. Orașul se află situat pe malul de nord al lacului Dian, ocupă o suprafață de 21.501 km² și avea în anul 2002, 4,95 milioane loc. ca în 2009 să ajungă la 7 milioane loc. Creșterea rapidă a populației orașului se explică prin avântul economic rapid al țării.